# Giovanni Battista Abbatessa
Giovanni Battista Abbatessa, Abbatesa ou Abbatezza (probablement né à Bitonto, près de Bari, vers 1600-1610, et mort vers 1650-1660) est un compositeur italien de la période baroque, actif entre 1627 et 1650.

## Œuvres
Giovanni Battista Abbatessa est l'auteur de quatre recueils de pièces pour guitare baroque, dans lesquels il donne également diverses instructions quant au doigté, à la manière de jouer différents ornements, et à l'accordage de l'instrument.
- Corona di vaghi fiori, Florence, 1627
- Cespuglio di varii fiori, Orvieto, 1635
- Intessatura di varii fiori, Naples, 1645
- Ghirlanda di varii fiori, Milan, v. 1650